# Düsseldorfer Turn- und Sportverein Fortuna 1895 1962-1963
Questa voce raccoglie le informazioni riguardanti il Düsseldorfer Turn- und Sportverein Fortuna 1895 nelle competizioni ufficiali della stagione 1962-1963.

## Stagione
Nella stagione 1962-1963 il Fortuna Düsseldorf, allenato da Jupp Derwall, concluse il campionato di Oberliga ovest al 13º posto.

## Rosa
| N. |                     | Ruolo | Calciatore             |
| -- | ------------------- | ----- | ---------------------- |
|    | Germania (bandiera) | P     | Albert Görtz           |
|    | Germania (bandiera) | P     | Werner Pfeifer         |
|    | Germania (bandiera) | D     | Hans-Josef Hellingrath |
|    | Germania (bandiera) | D     | Günter Jäger           |
|    | Germania (bandiera) | D     | Hans Klessa            |
|    | Germania (bandiera) | D     | Manfred Krafft         |
|    | Germania (bandiera) | D     | Horst Zimmermann       |
|    | Germania (bandiera) | C     | Herbert Bayer          |
|    | Germania (bandiera) | C     | Walter Hansen          |
|    | Germania (bandiera) | C     | Karl Hoffmann          |
|    | Germania (bandiera) | C     | Hermann Straschitz     |

| N. |                     | Ruolo | Calciatore            |
| -- | ------------------- | ----- | --------------------- |
|    | Germania (bandiera) | C     | Werner Vigna          |
|    | Germania (bandiera) | C     | Hans-Erwin Volberg    |
|    | Germania (bandiera) | A     | Hilmar Hoffer         |
|    | Germania (bandiera) | A     | Max Höllriegel        |
|    | Germania (bandiera) | A     | Heinz Janssen         |
|    | Germania (bandiera) | A     | Johann Lietz          |
|    | Germania (bandiera) | A     | Bruno Lindackers      |
|    | Germania (bandiera) | A     | Peter Meyer           |
|    | Germania (bandiera) | A     | Lothar Ratajczak      |
|    | Germania (bandiera) | A     | Bernhard Steffen      |
|    | Germania (bandiera) | A     | Franz-Josef Wolfframm |

## Organigramma societario
Area tecnica
- Allenatore: Jupp Derwall
- Allenatore in seconda:
- Preparatore dei portieri:
- Preparatori atletici:
- Analisi video:

## Calciomercato

### Sessione estiva
| Acquisti | Acquisti | Acquisti | Acquisti |
| R.       | Nome     | da       | Modalità |
| -------- | -------- | -------- | -------- |

| Cessioni | Cessioni      | Cessioni          | Cessioni |
| R.       | Nome          | a                 | Modalità |
| -------- | ------------- | ----------------- | -------- |
| D        | Klaus Schäfer | Kickers Offenbach |          |

## Risultati

### Oberliga ovest

#### Girone di andata
| Arbitro: | Hackforth |

|                                    |           |                       |
| Volberg 7’ Wolfframm 26’ Meyer 67’ | Marcatori | 27’ Zebec 78’ Glenski |

| Arbitro: | Thier |

|                                  |           |  |
| Habig 53’ Schäfer 89’ Müller 90’ | Marcatori |  |

| Arbitro: | Dreuw |

|                      |           |                              |
| Steffen 9’ Meyer 76’ | Marcatori | 3’, 88’ Schmidhofer 79’ Koch |

| Arbitro: | Rudloff |

|                         |           |                                           |
| Häfner 17’ Grubbert 34’ | Marcatori | 39’ Lindackers 48’, 59’ Meyer 64’ Steffen |

| Arbitro: | Hennig |

|                                     |           |  |
| Meyer 3’, 80’ Straschitz 39’ (rig.) | Marcatori |  |

| Arbitro: | Schmidt |

|                                     |           |                                                              |
| Wandolek 36’ Pilkewitz 43’ Sell 55’ | Marcatori | 26’, 62’, 78’ Steffen 31’ Meyer 42’ Straschitz 48’ Ratajczak |

| Arbitro: | Baumgärtel |

|  |           |                      |
|  | Marcatori | 28’ Peters 71’ Görts |

| Arbitro: | Pescher |

|                                           |           |                               |
| Mülhausen 54’ (rig.), 60’, 85’ Brungs 87’ | Marcatori | 32’ Höllriegel 50’, 65’ Meyer |

| Arbitro: | Rangosch |

|                      |           |                    |
| Meyer 31’ Hoffer 34’ | Marcatori | 17’ Beyer 53’ Dörr |

| Arbitro: | Radermacher |

|                                                     |           |  |
| Kreuz 3’ Koslowski 18’, 65’ Libuda 52’ Bechmann 87’ | Marcatori |  |

| Arbitro: | Wieser |

|  |           |                          |
|  | Marcatori | 54’ Konietzka 88’ Schütz |

| Arbitro: | Fork |

|                                                            |           |                               |
| Matischak 14’, 42’, 52’, 88’ Hülß 34’, 71’ Rühl 77’ (rig.) | Marcatori | 37’ Höllriegel 62’, 90’ Meyer |

| Arbitro: | Kasper |

|                               |           |                       |
| Barwenzik 8’ Siemensmeyer 57’ | Marcatori | 24’ (rig.) Straschitz |

| Arbitro: | Pescher |

|           |           |            |
| Lietz 23’ | Marcatori | 52’ Krämer |

| Arbitro: | Kasper |

|                                                |           |                         |
| Straschitz 44’ (rig.) Hoffmann 49’ Steffen 82’ | Marcatori | 22’ Augustat 73’ Tönges |

#### Girone di ritorno
| Arbitro: | Wortmann |

|                          |           |  |
| Martinelli 30’ Lipka 74’ | Marcatori |  |

| Arbitro: | Malka |

|                |           |             |
| Straschitz 57’ | Marcatori | 39’ Thielen |

| Arbitro: | Rudloff |

|  |           |                |
|  | Marcatori | 64’, 73’ Plich |

| Arbitro: | Hackforth |

|                |           |           |
| Görts 44’, 53’ | Marcatori | 78’ Meyer |

| Arbitro: | Höfer |

|                                   |           |          |
| Straschitz 46’ (rig.) Volberg 55’ | Marcatori | 45’ Kohn |

| Arbitro: | Eschweiler |

|                                             |           |  |
| Tybussek 7’ (rig.) Pohlschmidt 75’ Dörr 86’ | Marcatori |  |

| Arbitro: | Büschgens |

|                                    |           |           |
| Schmidt 3’ Konietzka 58’, 68’, 83’ | Marcatori | 70’ Meyer |

| Düsseldorf 24 marzo 1963 23ª giornata | Fortuna Düsseldorf | 0 – 0 referto | Viktoria Colonia | Rheinstadion (11 500 spett.)\| Arbitro: \| Vieler \| |
| Arbitro:                              | Vieler             |               |                  |                                                      |

| Arbitro: | Hillebrand |

|                             |           |  |
| Meyer 9’, 40’ Wolfframm 88’ | Marcatori |  |

| Arbitro: | Schmitz |

|                                        |           |               |
| Clement 1’, 52’ Börger 12’ Bandura 45’ | Marcatori | 10’ Wolfframm |

| Arbitro: | Hoffmann |

|                         |           |  |
| Rummel 65’ Trimhold 73’ | Marcatori |  |

| Arbitro: | Pescher |

|               |           |  |
| Walenciak 50’ | Marcatori |  |

| Arbitro: | Brodüffel |

|                 |           |                |
| Hellingrath 45’ | Marcatori | 17’ Sondermann |

| Arbitro: | Weyland |

|  |           |                |
|  | Marcatori | 21’ Lindackers |

| Arbitro: | Niemeyer |

|             |           |           |
| Volberg 51’ | Marcatori | 45’ Nowak |

## Statistiche

### Statistiche di squadra
| Competizione   | Punti | In casa | In casa | In casa | In casa | In casa | In casa | In trasferta | In trasferta | In trasferta | In trasferta | In trasferta | In trasferta | Totale | Totale | Totale | Totale | Totale | Totale | DR  |
| Competizione   | Punti | G       | V       | N       | P       | Gf      | Gs      | G            | V            | N            | P            | Gf           | Gs           | G      | V      | N      | P      | Gf     | Gs     | DR  |
| -------------- | ----- | ------- | ------- | ------- | ------- | ------- | ------- | ------------ | ------------ | ------------ | ------------ | ------------ | ------------ | ------ | ------ | ------ | ------ | ------ | ------ | --- |
| Oberliga ovest | 22    | 15      | 5       | 6       | 4       | 22      | 20      | 15           | 3            | 0            | 12           | 21           | 44           | 30     | 8      | 6      | 16     | 43     | 64     | -21 |
| Totale         | 22    | 15      | 5       | 6       | 4       | 22      | 20      | 15           | 3            | 0            | 12           | 21           | 44           | 30     | 8      | 6      | 16     | 43     | 64     | -21 |

### Andamento in campionato
| Giornata  | 1 | 2  | 3  | 4  | 5 | 6 | 7 | 8 | 9  | 10 | 11 | 12 | 13 | 14 | 15 | 16 | 17 | 18 | 19 | 20 | 21 | 22 | 23 | 24 | 25 | 26 | 27 | 28 | 29 | 30 |
| --------- | - | -- | -- | -- | - | - | - | - | -- | -- | -- | -- | -- | -- | -- | -- | -- | -- | -- | -- | -- | -- | -- | -- | -- | -- | -- | -- | -- | -- |
| Luogo     | C | T  | C  | T  | C | T | C | T | C  | T  | C  | T  | T  | C  | C  | T  | C  | C  | T  | C  | T  | T  | C  | C  | T  | T  | T  | C  | T  | C  |
| Risultato | V | P  | P  | V  | V | V | P | P | N  | P  | P  | P  | P  | N  | V  | P  | N  | P  | P  | V  | P  | P  | N  | V  | P  | P  | P  | N  | V  | N  |
| Posizione | 4 | 12 | 13 | 11 | 7 | 3 | 6 | 9 | 10 | 11 | 12 | 13 | 13 | 14 | 13 | 13 | 13 | 13 | 13 | 13 | 13 | 14 | 12 | 12 | 14 | 14 | 14 | 14 | 13 | 13 |

Legenda:

Luogo: C = Casa; T = Trasferta. Risultato: V = Vittoria; N = Pareggio; P = Sconfitta.

### Statistiche dei giocatori
| H. Bayer       | 15 | 0  | 0 | 0 |
| A. Görtz       | 17 | 0  | 0 | 0 |
| W. Hansen      | 3  | 0  | 0 | 0 |
| H. Hellingrath | 16 | 1  | 0 | 0 |
| H. Hoffer      | 25 | 1  | 0 | 0 |
| K. Hoffmann    | 27 | 1  | 0 | 0 |
| M. Höllriegel  | 9  | 2  | 0 | 0 |
| H. Janssen     | 2  | 0  | 0 | 0 |
| G. Jäger       | 10 | 0  | 0 | 0 |
| H. Klessa      | 20 | 0  | 0 | 0 |
| M. Krafft      | 19 | 0  | 0 | 0 |
| J. Lietz       | 1  | 1  | 0 | 0 |
| B. Lindackers  | 9  | 2  | 0 | 0 |
| P. Meyer       | 27 | 16 | 0 | 0 |
| W. Pfeifer     | 13 | 0  | 0 | 0 |
| L. Ratajczak   | 12 | 1  | 0 | 0 |
| B. Steffen     | 18 | 6  | 0 | 0 |
| H. Straschitz  | 26 | 6  | 0 | 0 |
| W. Vigna       | 8  | 0  | 0 | 0 |
| H. Volberg     | 13 | 3  | 0 | 0 |
| F. Wolfframm   | 25 | 3  | 0 | 0 |
| H. Zimmermann  | 15 | 0  | 0 | 0 |